# Angomont
Angomont é uma comuna francesa na região administrativa de Grande Leste, no departamento de Meurthe-et-Moselle. Estende-se por uma área de 17,28 km². Em 2010 a comuna tinha 78 habitantes (densidade: 4,5 hab./km²).